# St. Heribert (Köln)

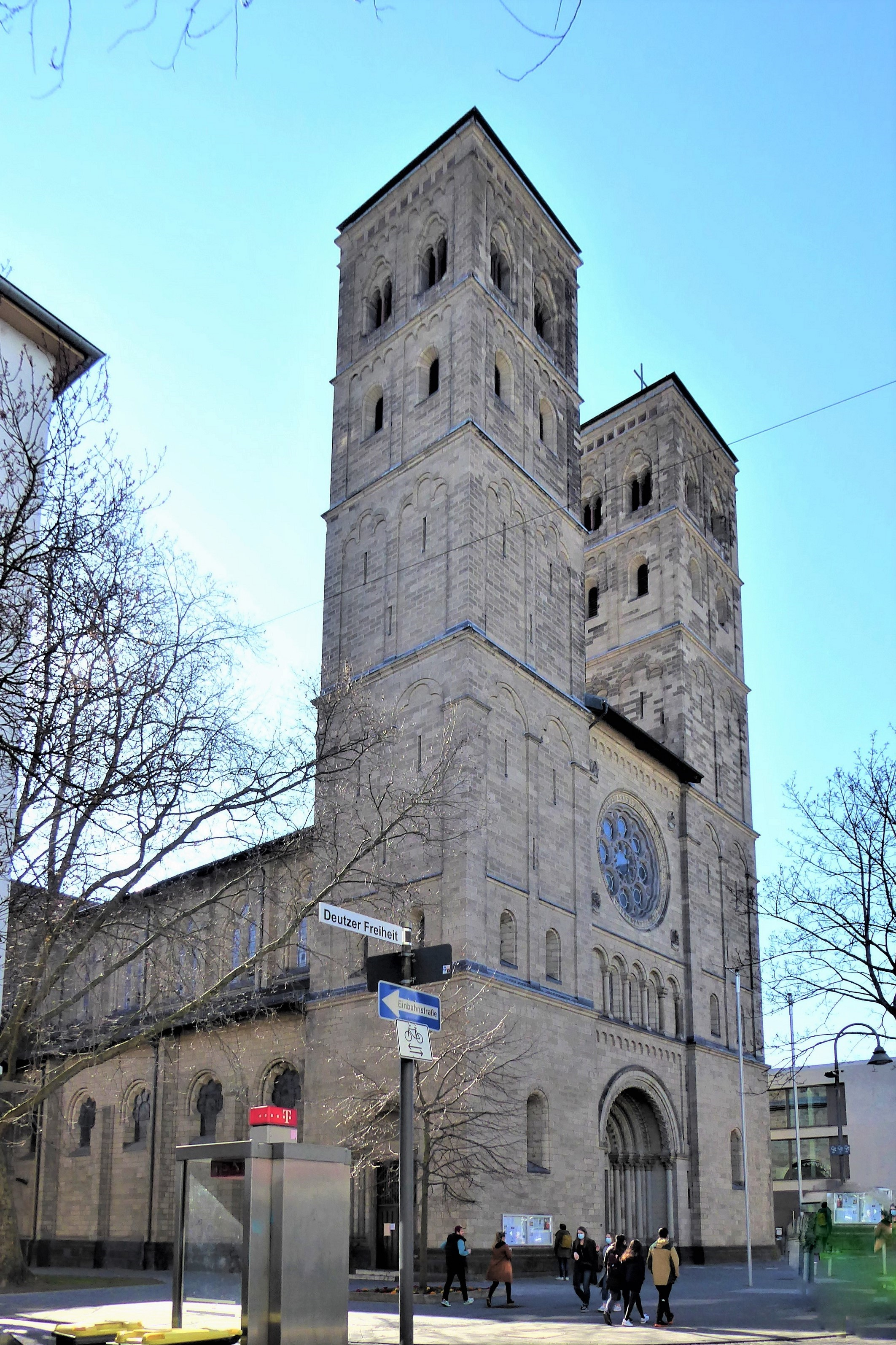
St. Heribert in Köln-Deutz (2021)

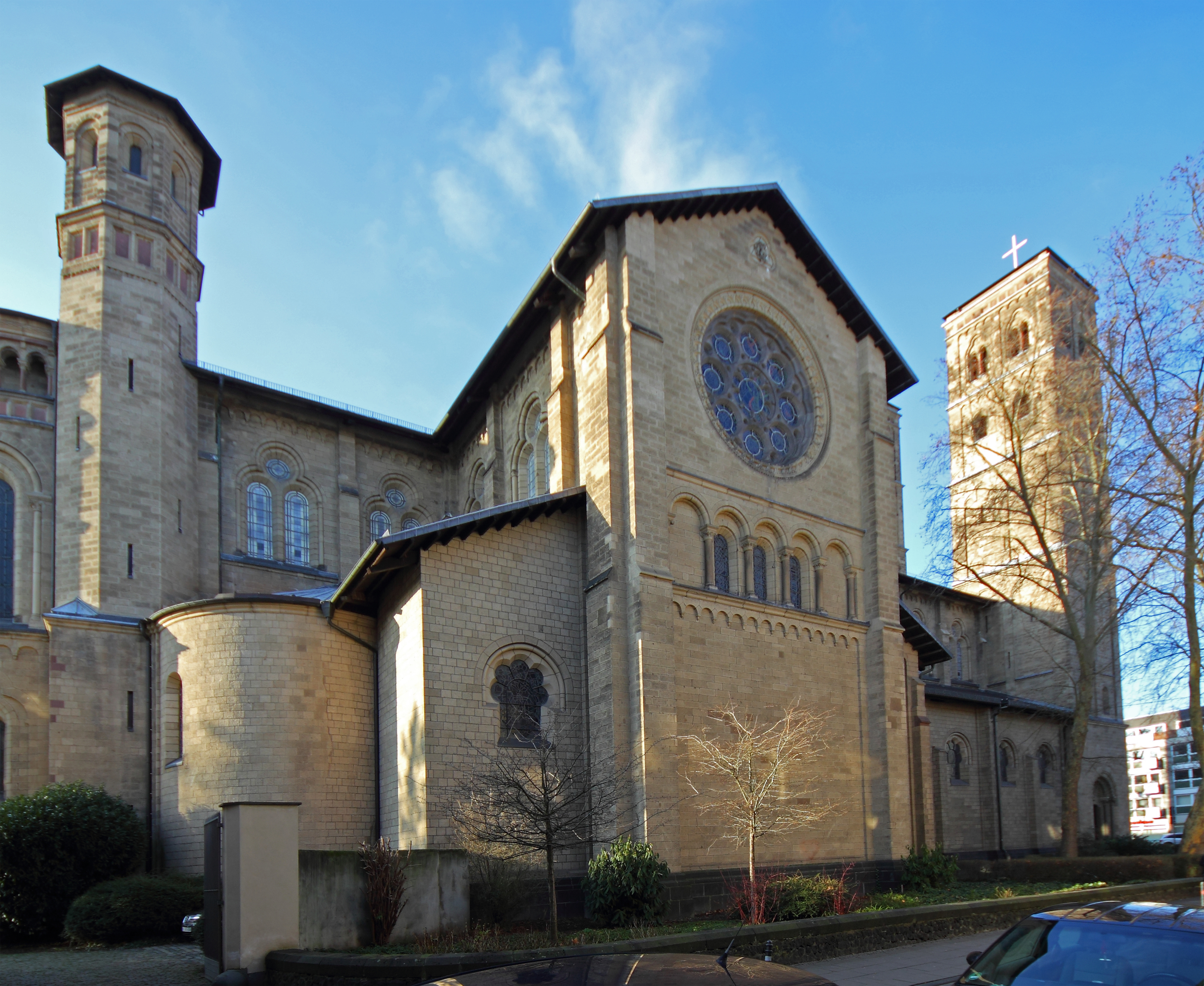
St. Heribert (Südost), im Januar 2012

Die römisch-katholische Pfarrkirche St. Heribert ist eine dreischiffige Pfeilerbasilika im Kölner Stadtteil Deutz. Im Volksmund wird die Kirche auch als Düxer Dom bezeichnet. Das Prunkstück der Kirche ist der Heribertschrein, der die Reliquien des Erzbischofs Heribert von Köln und Gründers der Abtei Deutz aufbewahrt.

## Vorgeschichte
Die Kirche steht auf dem Grundstück des ehemaligen Tempelhofs an der Deutzer Freiheit, dessen Name auf den geistlichen Ritterorden, den Templerorden, zurückgeht. Ursprünglich war der Hof im Besitz der Benediktinerabtei St. Pantaleon. Im Frühmittelalter übergab das Kloster alle rechtsrheinisch liegenden Güter als Lehen dem Templerorden. Nachdem der Orden 1312 aufgehoben wurde, gingen die Besitztümer als Lehen an den Johanniterorden. Im Zuge der Säkularisation wurde 1803 der Tempelhof enteignet.
1807 erwarb Wilhelm Neuhoff das Gelände und vermachte es Johann Caspar Neuhoff. Nach dessen Tod ging der Besitz an seine Frau Mechtildis, geborene Sinsteden, aus Gustorf über. Diese vermachte der katholischen Gemeinde drei Jahre vor ihrem Tod am 23. Oktober 1881 den etwa 7000 m² großen Tempelhof. In ihrem Testament legte sie jedoch fest, dass spätestens zehn Jahre nach ihrem Tod mit dem Aufbau der geplanten Kirche begonnen werden müsse.

## Baugeschichte

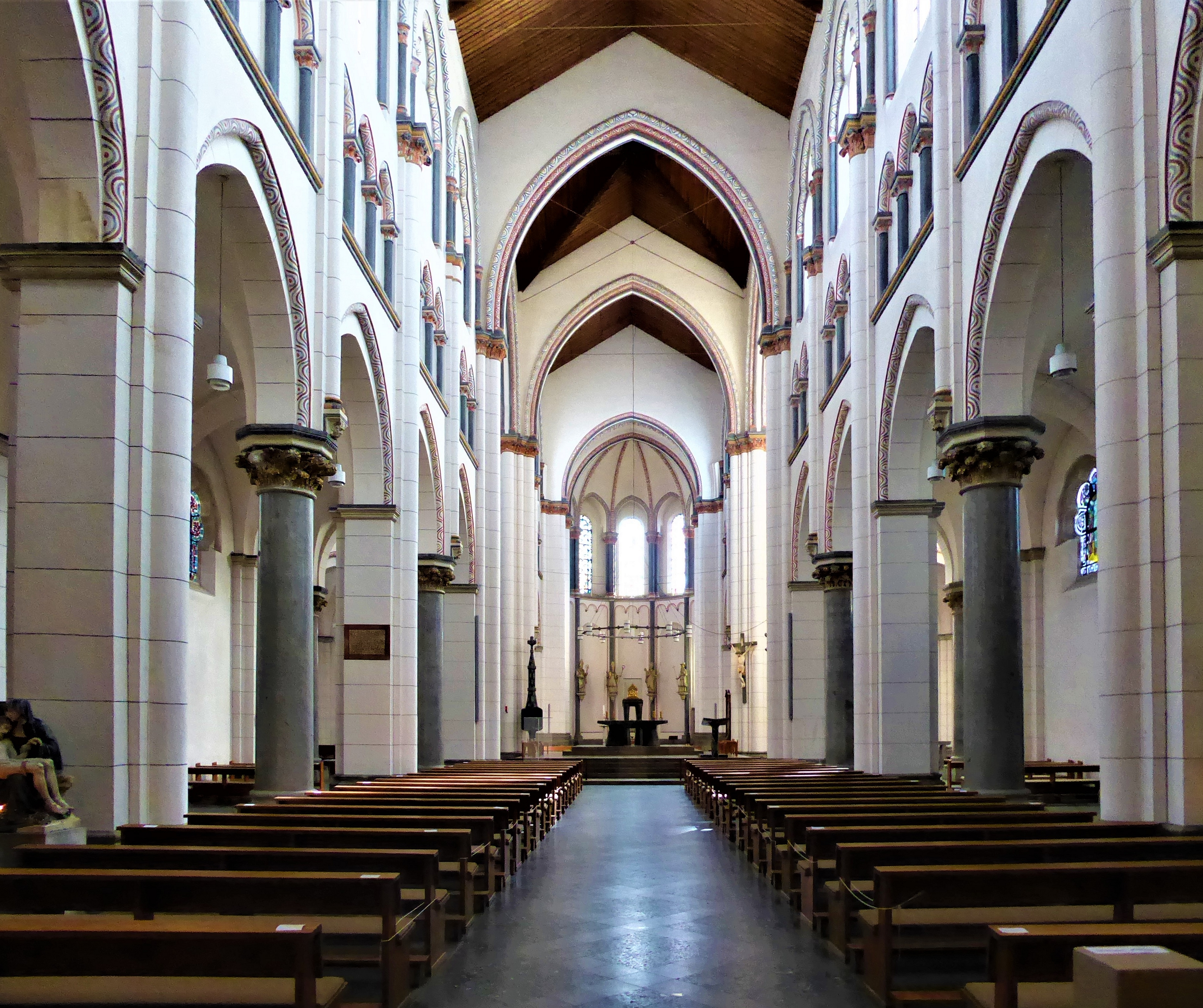
Innenraum (2021)

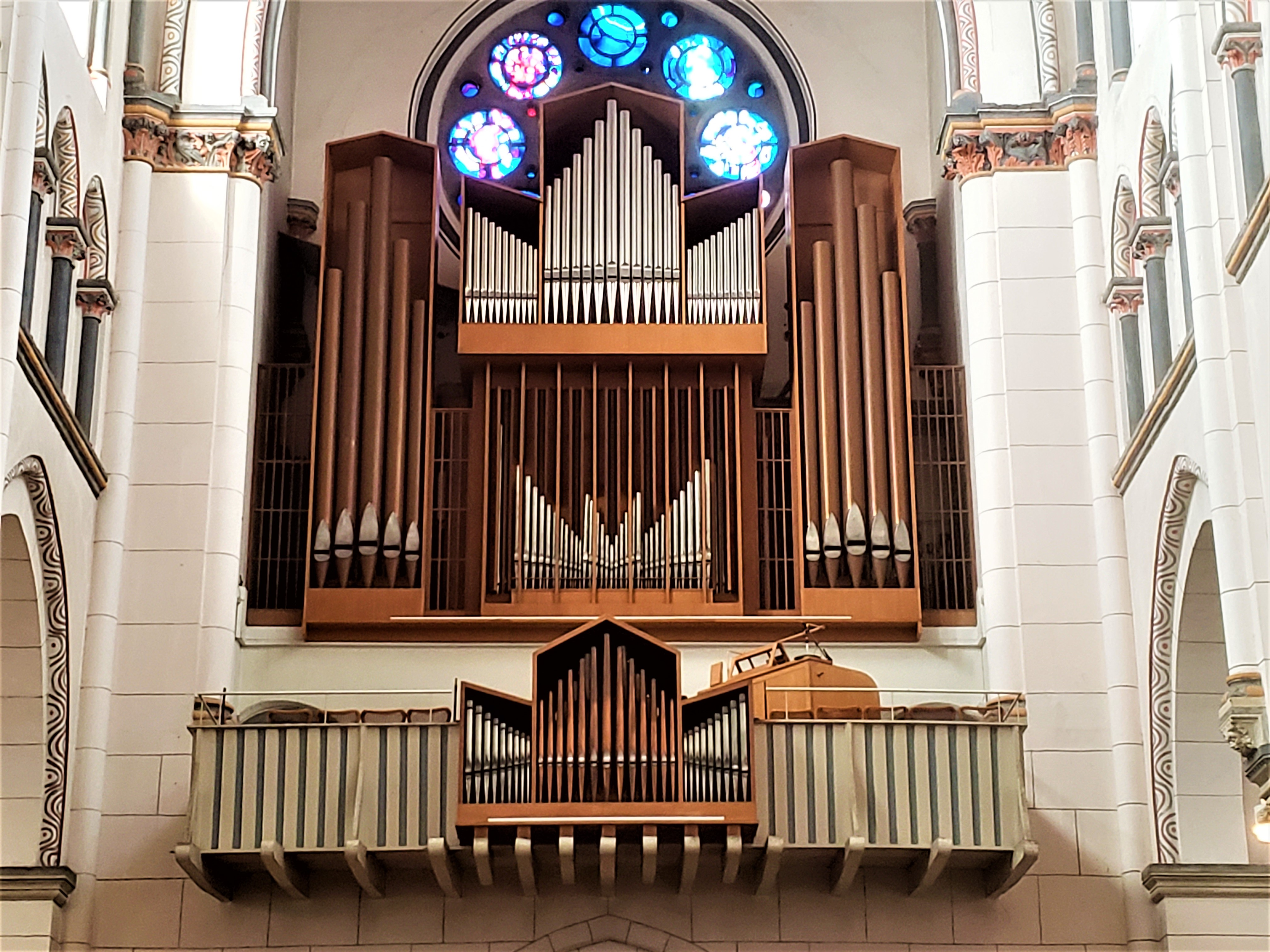
Blick zur Seifert-Orgel

St. Heribert wurde von 1891 bis 1896 unter der Leitung des Düsseldorfer Architekten Caspar Clemens Pickel im neuromanischen Stil errichtet. Den Grundstein brachte der Fabrikant Peter Stühlen vom Jerusalemer Ölberg mit.
Im Zweiten Weltkrieg wurde die Kirche zwischen 1943 und 1945 erheblich beschädigt, der größte Teil der Ausstattung ging verloren. Von 1949 bis 1951 wurde die Kirche in veränderter Form durch die Architekten Rudolf Schwarz und Josef Bernard wieder aufgebaut. 1986–88 erfolgte eine Sanierung.

## Heribertschrein

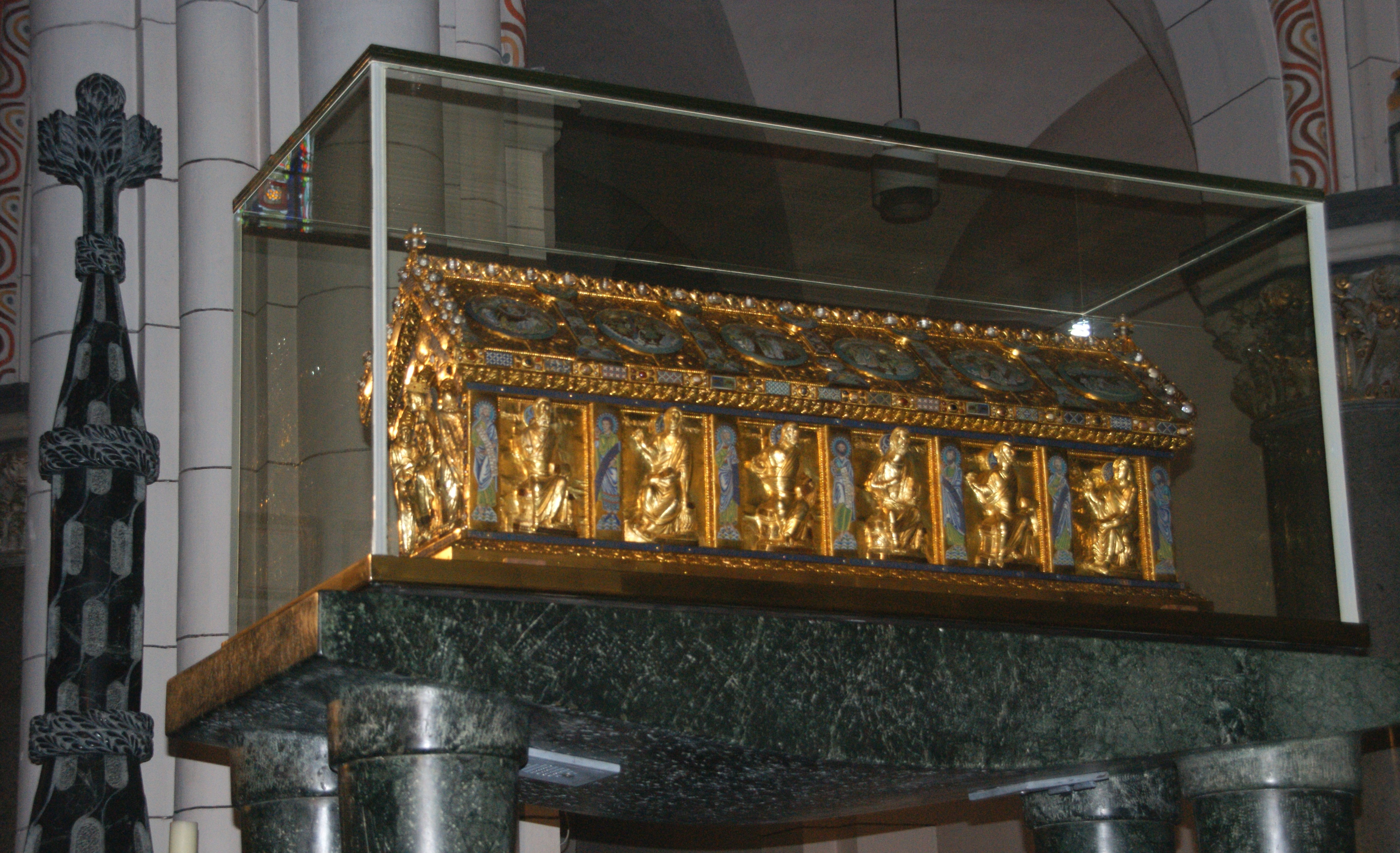
Heribertschrein (2008)

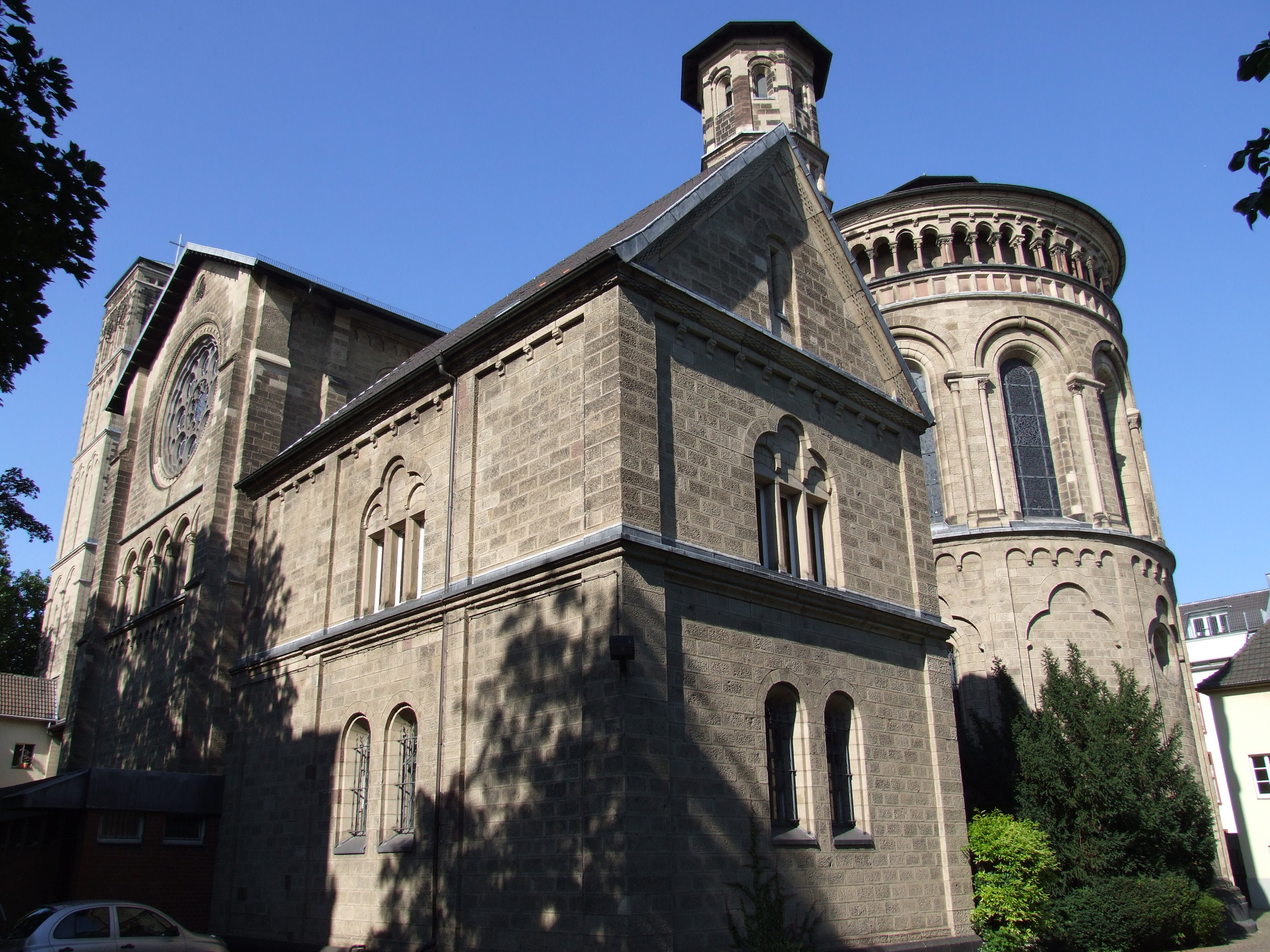
Hofseite (Südwest) (2008)

Der Heribertschrein ist eines der Hauptwerke der romanischen Goldschmiedekunst und wurde um 1175 vollendet. Er ruht heute in einem Glaskasten auf einem von vier Säulen gestützten Stein aus grünem Marmor und befindet sich hinter dem Hochaltar. In seiner Form ähnelt er einem langgestreckten Bau mit einem Dach. Er ist 1,53 Meter lang, 0,68 Meter hoch und 0,42 Meter breit. Der Innenbau besteht aus Eichenholz; außen wurde er mit silbervergoldetem Kupfer beschlagen und mit Edelsteinen verziert.
Auf beiden Längsseiten sind im Wechsel jeweils sechs Apostel und sieben Propheten dargestellt. Die vordere Stirnseite zeigt im oberen Abschnitt Christus, darunter den heiligen Heribert. Auf der hinteren Stirnseite befindet sich die Abbildung von Maria mit dem Jesuskind auf dem Schoß zwischen zwei Engeln. Zwölf Medaillons aus Email erzählen auf der Dachfläche die Lebensgeschichte des heiligen Heribert.
Der Schrein befand sich ursprünglich in der Klosterkirche Alt St. Heribert der Abtei Deutz, die später als Pfarrkirche genutzt wurde.

## Glocken

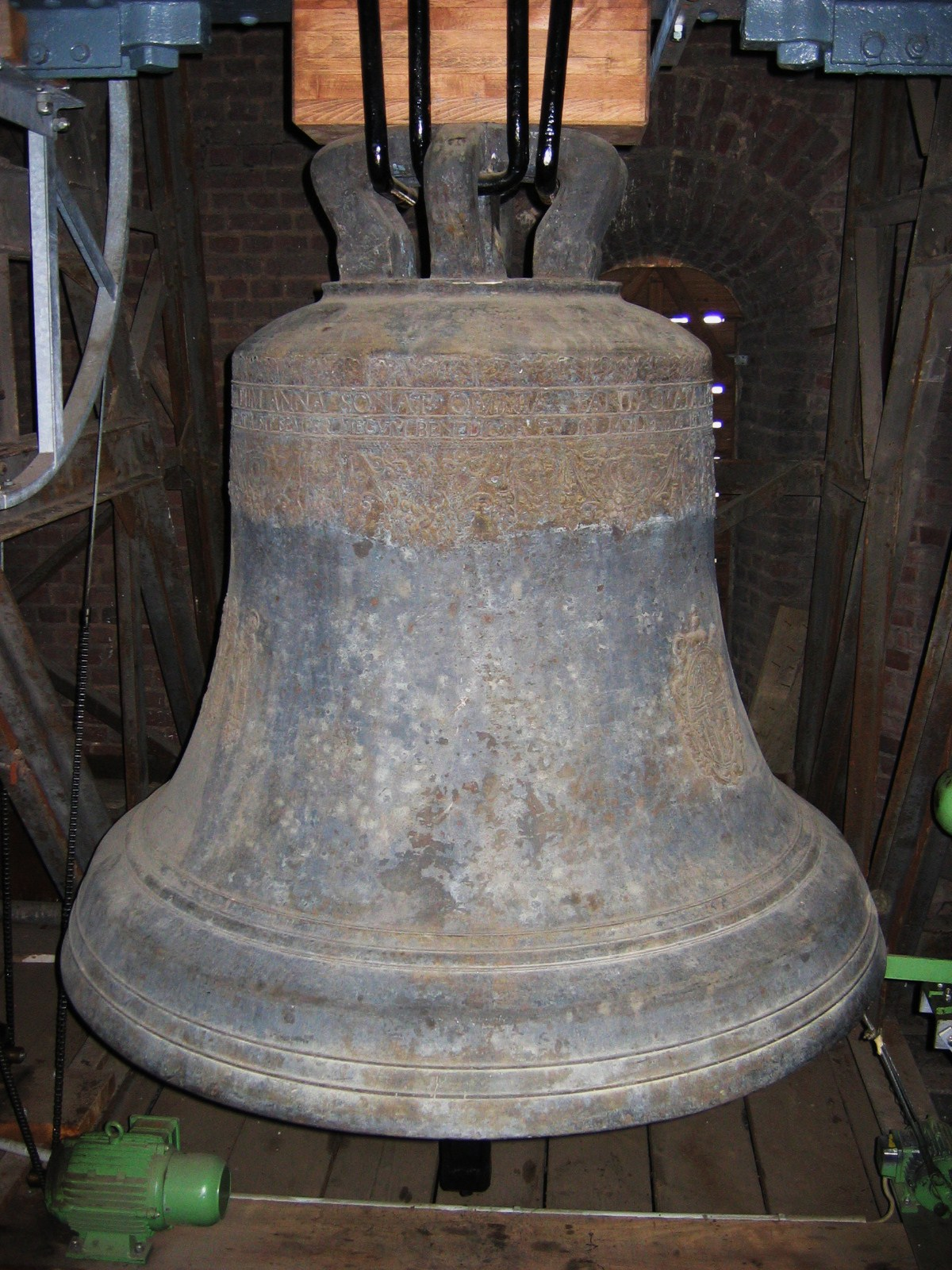
Glocke 1 – St. Anna (2008)

In den Türmen hängt ein interessantes und historisch wertvolles Geläut, das in seiner Zusammenstellung als einmalig gilt. Es besteht aus sechs „Leihglocken“, die aus den ehemaligen deutschen Ostgebieten, zum Beispiel Pommern und Schlesien, stammen. Nachdem im Zweiten Weltkrieg das große sechsstimmige b0-Geläut bis auf die kleinste Glocke (seitdem als siebte Glocke im Ostturm aufgehängt) zerstört wurde, sind zunächst zwei Leihglocken im Westturm aufgehängt worden. Die größere von beiden ist die heutige Glocke 3. Die Glocken 1 und 4 hingen zuvor in der Herz-Jesu-Kirche zu Euskirchen, die Glocken 2 und 5 in St. Martin ebenda. Zusammen bilden die Schlagtöne der Glocken einen nach oben erweiterten phrygischen Tetrachord auf c1. In der Turmhalle des Westturmes steht eine Glocke von 1636 mit einem Durchmesser von 1030 mm. Sie stammt aus Frankenstein in Niederschlesien. Sie kam zunächst mit Glocke 3 auf den Westturm.
Die Läuteordnung besagt, dass das Schlagen der Turmuhr mit dem Halbstundenschlag (Wechselschlag auf Glocken 4 und 2) um 08:30 Uhr beginnen und mit dem Vollstundenschlag (Glocke 2) um 22 Uhr enden soll. Das tägliche, dreimalige Angelusläuten um 8, 12 und 18 Uhr wird mit 3×3 Schlägen auf der St.-Anna-Glocke eingeleitet, das Nachläuten erfolgt mit Glocke 5. Freitags um 15 Uhr erinnert Glocke 2 an die Todesstunde Christi. Am Samstag um 19 Uhr wird der Sonntag ein- und am Sonntag selbst um 19 Uhr ausgeläutet; hierbei erklingt jeweils das Geläut zum Hochamt. Dies gilt auch für Festtage, an denen selbst kein Gottesdienst gefeiert wird. An bestimmten Tagen gibt es ein Vorläuten 30 Minuten vor Messbeginn; an Hochfesten wird nach der Messe für fünf Minuten ausgeläutet.
Das alte Stahljoch der Dicken Anna – wie sie im Volksmund genannt wird – war schadhaft geworden und wurde im Zuge einer Sanierung durch ein neues Holzjoch ersetzt. Die Glocke erhielt auch einen neuen Klöppel.
| Nr. | Gussjahr  | Gießer, Gussort                          | Herkunft                        | Durchmesser (mm) | Gewicht (kg) | Nominal (HT-1/16) | Turm |
| 1   | 1701      | Johann Baptista Mellack, Brünn           | Neisse (Oberschlesien)          | 1600             | 2450         | c1 –3             | Ost  |
| 2   | 1700      | Heinrich Ponnerus & Peter Brok, Liegnitz | Friedeberg (Niederschlesien)    | 1491             | 1780         | des1 +1           | Ost  |
| 3   | 1614      | Gerdt Benningk, Danzig                   | Mehlsack (Ostpreußen)           | 1300             | 1350         | es1 –2            | West |
| 4   | 1495      | unbekannt                                | Friedenshagen (Niederschlesien) | 1158             | 910          | f1 –1             | West |
| 5   | 1663      | Martin Schreter, Nachod                  | Niedersteine (Niederschlesien)  | 1036             | 730          | as1 +4            | West |
| 6   | 15. Jhdt. | unbekannt                                | Striese (Niederschlesien)       | 726              | 260          | es2 –1            | Ost  |
| 7   | 1926      | Ernst Karl (II) Otto, Bremen-Hemelingen  | Alt St. Heribert, Köln-Deutz    | 670              | 143          | f2                | Ost  |

## Weitere Kunstwerke
Neben dem Heribertschrein befinden sich noch weitere mittelalterliche Kunstwerke in der Kirche. Das älteste Ausstattungsstück stammt aus dem 9. oder 10. Jahrhundert. Es handelt sich um einen etwa 19 Zentimeter langen Elfenbeinkamm, auf dessen Fläche religiöse Symbole eingeschnitten sind. Weitere Kunstwerke sind der aus dem 11. Jahrhundert stammende Stab des heiligen Heribert und dessen vermutlich aus dem 10. Jahrhundert stammendes aus goldfarbener Seide angefertigtes Messgewand. Der Stab hat die Form des Buchstabens T und wurde aus Walrosszahn angefertigt.
Zu dem Kirchenschatz gehört weiterhin ein silbervergoldeter Abtstab (ca. 1500) sowie ein Ziborium (ca. 1520).